# Burgstall Schaumburg (Ohlstadt)
Der Burgstall Schaumburg, auch Schauenburg oder Schaumberg genannt, ist eine abgegangene Gipfelburg auf einem 904 m ü. NN hohen felsigen Gipfelplateau beim Kleinen Illing, 250 Meter über dem Tal der Loisach und etwa 1350 Meter südöstlich der Kirche in Ohlstadt im Landkreis Garmisch-Partenkirchen in Bayern.

## Geschichte
Vermutlich wurde die Burg von den Grafen von Ohlstadt um 1100 erbaut. 1096 wurde ein Rudolf von Owelstadt, Ministeriale der Grafen von Andechs, bei einem Rechtsstreit mit dem Bischof von Freising erwähnt.
Nach der Abtretung der Burg zusammen mit den Burgen Eschenlohe und Werdenfels 1294 an das Hochstift Freising meldete 1347–1348 ein Leuthold von Schenkenau den Wiederaufbau der „zerprochen Feste Schönwenperch“. 1362 sind die begüterten Herren von Camer (Schloss Hohenkammer) als Besitzer (Nebenbesitz) der Burg verbürgt.
1414 wurde die Burg nach elfwöchiger Belagerung durch Münchner Schützen und einen Haufen Söldner nach langjährigem Rechtsstreit zerstört.
1415 besetzte der Räuberhauptmann Schneeberger mit seiner Bande die Ruine und wurde wegen Plünderung vorüberziehender Kaufleute und Flößer 1417 von den Murnauern geköpft. 1482 wurde die Burg bereits als Burgstall bezeichnet. 1485 kam sie an Oswald von Weich und wurde 1493 zusammen mit der Hofmark Ohlstadt an das Stift von Schlehdorf veräußert. 1880 wurden die letzten Reste abgetragen.
Die ehemalige, zum Teil aus dem Felsen gehauene Burganlage auf einem Burgplateau mit rechtwinklig behauenem Fels enthält noch Reste einer in den Felsen gehauenen Treppe und der Umfassungsmauer.